# Antiopala
Antiopala is een geslacht van vlinders van de familie sikkelmotten (Oecophoridae), uit de onderfamilie Oecophorinae.

## Soorten
- A. anomodes Meyrick, 1889
- A. bathroxantha Turner, 1939
- A. copiara Diakonoff, 1954
- A. ebenospila Turner, 1917
- A. furtiva Turner, 1940
- A. haplophara (Turner, 1915)
- A. melanocentra (Meyrick, 1889)
- A. moderata Turner, 1944
- A. neurotenes Turner, 1939
- A. niphostola Turner, 1939
- A. proclivis Turner
- A. tephraea Meyrick, 1889
- A. zalosara Turner, 1944